# Rebecca Passler
Rebecca Passler (Brunico, 31 agosto 2001) è una biatleta italiana.

## Biografia
Nipote di Johann, a sua volta biatleta, e originaria di Rasun Anterselva, Rebecca Passler ai Mondiali giovanili di Lenzerheide 2020 ha vinto la medaglia d'argento nell'individuale e nella staffetta, ai Mondiali juniores di Obertilliach 2021 è stata argento nella sprint e nella staffetta e bronzo nell'inseguimento e a quelli di Soldier Hollow 2022 ha conquistato la medaglia d'oro nella staffetta e l'argento nella sprint; in Coppa del Mondo ha esordito il 27 novembre 2021 a Östersund in individuale (94ª) e ha ottenuto il primo podio l'11 dicembre 2022 a Hochfilzen in staffetta (3ª). Ai Mondiali di Oberhof 2023, sua prima presenza iridata, è stata 34ª nella sprint, 45ª nell'inseguimento e 28ª nell'individuale e a quelli di Nové Město na Moravě 2024 si è classificata 75ª nell'individuale e 11ª nella staffetta; non ha preso parte a rassegne olimpiche.

## Palmarès

### Mondiali juniores
- 5 medaglie:
  - 1 oro (staffetta a Soldier Hollow 2022)
  - 3 argenti (sprint, staffetta a Obertilliach 2021; sprint a Soldier Hollow 2022)
  - 1 bronzo (inseguimento a Obertilliach 2021)

### Mondiali giovanili
- 2 medaglie:
  - 2 argenti (individuale, staffetta a Lenzerheide 2020)

### Coppa del Mondo
- Miglior piazzamento in classifica generale: 39ª nel 2023
- 2 podi (a squadre):
  - 2 terzi posti